# El Principio de Incertidumbre
«El Principio de Incertidumbre» (título original: «The Uncertainty Principle») es el noveno episodio de la  serie de televisión animada The Spectacular Spider-Man, basada en el personaje de cómic Spider-Man, creado por Stan Lee y Steve Ditko. Se emitió originalmente en el bloque de programación Kids' WB de The CW Network el 10 de mayo de 2008, con una calificación TV-Y7-FV de orientación parental.
El episodio narra la historia de Spiderman en Halloween, cuando participa en su batalla final con el villano Duende Verde y descubre por fin la verdadera identidad del villano. Mientras tanto, el coronel de las Fuerzas Aéreas John Jameson intenta aterrizar en la Tierra con su nave espacial. El episodio fue escrito por Kevin Hopps y dirigido por Dave Bullock. Hopps investigó todos los cómics disponibles en los que aparecía el Duende Verde para preparar el guion del episodio. «El Principio de Incertidumbre» sirvió como conclusión de la historia del Duende Verde en la primera temporada.
La supuesta revelación de la identidad del Duende en el episodio sería posteriormente desmentida por el final de la segunda temporada «Final Curtainl», que los guionistas habían planeado desde el comienzo de la serie. «El Principio de Incertidumbre» está disponible tanto en el tercer volumen en DVD de la serie como en la caja de la temporada completa. El episodio recibió en general una respuesta positiva de la crítica televisiva, que destacó elementos como el motivo de Halloween y el disfraz de vampiro de Mary Jane.

## Trama
La noche antes de Halloween, el Duende Verde lanza gases y secuestra a Hammerhead, llevándolo a una acería. El Duende intenta convencerle de que se una a sus filas, pero Hammerhead se niega, ya que su lealtad está únicamente con el «Big Man», Tombstone. Más tarde, el Duende se enfrenta a Tombstone y le roba una unidad de salto que lleva consigo, declarando que podrá recuperarla esa misma noche antes de zarpar en su planeador. Spider-Man le descubre y comienzan a forcejear. Duende le revela que posee la unidad de salto robada a Tombstone y que puede quedársela esa misma noche, antes de echarle de su planeador.
Spiderman intenta alcanzarle y se da cuenta de que se cuela en el apartamento de su amigo Harry. Al entrar a hurtadillas, ve a Norman, el padre de Harry, saliendo de un pasadizo secreto y teoriza que Norman es el Duende. Spider-Man se ve obligado a escabullirse después de que Harry entre, y echa de menos a Harry bebiendo una fórmula experimental parecida a una droga. Poco después, Peter Parker llama a Harry y le invita a un carnaval de Halloween de Bleecker Street junto con Gwen, Mary Jane y Liz. Harry acepta la invitación. De camino a la feria, Peter intenta vender unas fotografías de Spider-Man al editor del Daily Bugle, J. Jonah Jameson, pero éste se niega y le dice que intente venderlas al Globe.
Duende irrumpe en OsCorp cuando Norman está hablando con el inversor y roba un prototipo de inhibidor. Peter llega a la feria, todavía vestido como Spider-Man, pero todos asumen que es sólo su disfraz y le aplauden por ello. Peter se escabulle al ver los fuegos artificiales provocados por el Duende que estallan en el cielo. Los sigue hasta la acería, donde encuentra a Tombstone. Los dos entran juntos y descubren que el Duende tiene a Hammerhead suspendido sobre una cuba de metal fundido. El Duende revela que la unidad de salto es falsa. Duende vuelve a centrarse en Tombstone y Spiderman, que se ven obligados a formar equipo para luchar contra el villano. Mientras acusa a Duende de ser Norman Osborn, Spiderman es alcanzado por una de las bombas calabaza del villano y se lesiona la pierna. Duende escapa en su planeador herido y Spider-Man le sigue hasta el apartamento de Osborn. Un Duende herido se quita la máscara y se revela que es Harry. Harry sufre un colapso y Norman y Spider-Man acuerdan organizar la desaparición del Duende mientras se llevan a Harry a un permiso prolongado de la escuela para que pueda recibir ayuda especial. Al día siguiente, Peter se entera de que Mary Jane se ha trasladado a su instituto.
Mientras tanto, mientras orbita la Tierra durante una misión espacial rutinaria con su tripulación, el coronel John Jameson y su nave son alcanzados por una lluvia de meteoritos. John lucha por devolver la nave sana y salva a la Tierra, pero finalmente consigue aterrizar en Cabo Cañaveral. Al día siguiente, Jonah se entera de que la portada del Globe sobre el ataque del Duende —con fotos de Peter— está superando en ventas a la historia del Bugle sobre el heroico viaje espacial de John. Un enfurecido Jameson decide satisfacer la demanda del público publicando una nueva portada en la que se cuestiona si Spiderman es un héroe o una amenaza. Mientras tanto, John es entrevistado en el hangar del transbordador cuando descubre una misteriosa sustancia viscosa negra que vibra en la parte inferior del transbordador.

## Producción
«El Principio de Incertidumbre» fue escrito por Kevin Hopps y dirigido por Dave Bullock. El título del episodio, amplía el tema de la serie «La educación de Peter Parker» elegido por el desarrollador Greg Weisman. Todos los episodios del tercer arco de la primera temporada comparten un esquema de nombres basado en la química. Hopps, que ya había escrito para series de animación como Buzz Lightyear of Star Command, Justice League y Pato Darkwing, investigó para el episodio releyendo todos los cómics disponibles en los que aparecía el Duende Verde. Hopps señala que «se le podría considerar [al Duende Verde] un loco, pero es realmente brillante y ha pensado las cosas con mucha antelación. Siempre va varios pasos por delante de donde crees que está. Así que mientras escribo a Duende, siempre intento tener en mente hacia dónde se dirige después». Mientras escribía la secuencia de la pelea entre Duende y Spiderman, Hopps prestó mucha atención a las peleas detalladas en «Catalysts» para comprender mejor «cómo podíamos hacerla diferente y subir realmente las apuestas».
El episodio sirvió como conclusión de la trama del Duende Verde para la primera temporada que comenzó con «Catalysts». En el clímax, Spiderman supuestamente descubre que Harry ha sido el Duende todo el tiempo tras robar la fórmula experimental del Duende de OsCorp. El final de la segunda temporada, «Final Curtain», desmentiría esta revelación y explicaría que Norman era en realidad el auténtico Duende Verde y que había culpado a su hijo tras enterarse de que había estado tomando la fórmula en secreto. El episodio también reveló que el Camaleón se había hecho pasar por Norman para poder ser el Duende en secreto sin levantar sospechas. Los guionistas habían planeado la revelación desde el principio de la serie.

## Lanzamiento
«El Principio de Incertidumbre» se emitió originalmente en el bloque Kids' WB de The CW el 10 de mayo de 2008, a las 10:00 a.m. hora del Este/Pacífico, con una clasificación TV-Y7-FV. Fue una repetición del episodio «Catalysts», que supuso la introducción del Duende Verde en la serie. Estuvo disponible en el DVD The Spectacular Spider-Man, Volume 3, el 17 de marzo de 2009, junto a los episodios «Catalysts» y «Reacción». El volumen contenía episodios que detallaban al Duende Verde como personaje destacado. «El Principio de Incertidumbre» también estuvo disponible en la caja de DVD de la temporada completa titulada The Spectacular Spider-Man: The Complete First Season DVD, que incluía todos los demás episodios de la primera temporada de la serie.

## Recepción
«El Principio de Incertidumbre» fue aplaudido por la crítica. Eric Goldman de IGN calificó el episodio con un 8,8 («Genial»). Disfrutó con el «sexy» uniforme de vampiro de Mary Jane y con la gran batalla a tres bandas entre Tombstone, Duende y Spiderman, escribiendo que fue «una pelea divertidísima» y «asombrosa». Goldman opinó que la supuesta revelación de la verdadera identidad del Duende podría ser falsa basándose en la historia original del cómic y señaló que el odio de Jonah hacia Spider-Man que se formó en el episodio fue «tal vez la forma más comprensible y mejor que se ha retratado antes».
En su artículo para DVD Talk, el crítico Justin Felix consideró que ambientar el episodio en Halloween era «un bonito detalle». Tim Janson de Mania lo incluyó entre los mejores episodios de la temporada, describiéndolo como «un episodio de Halloween completo con una ambientación gótica». El crítico de Ultimate Disney Luke Bonanno no incluyó el episodio entre sus cinco mejores episodios de la primera temporada de The Spectacular Spider-Man, pero «se siente[n] obligado[s] a señalar que la excelencia uniforme del lote [hace] que esta sea una tarea difícil».